# Stopplaats Meedsterweg
Stopplaats Meedsterweg (telegrafische code: msw) is een voormalig stopplaats aan de Spoorlijn Sauwerd - Roodeschool. De halte lag halverwege Uithuizermeeden en Roodeschool. De stopplaats werd geopend op 16 augustus 1893 en gesloten op 15 mei 1930. Rond 1908 is op de stopplaats een abri geplaatst en is het perron verbreed.